# Physoconops thompsoni
Physoconops thompsoni är en tvåvingeart som beskrevs av Camras 2004. Physoconops thompsoni ingår i släktet Physoconops och familjen stekelflugor.
Artens utbredningsområde är Bahamas. Inga underarter finns listade i Catalogue of Life.